# Migdolus cuyabanus
Migdolus cuyabanus là một loài bọ cánh cứng trong họ Cerambycidae.